# Andrea di Cosimo
Andrea di Cosimo né Andrea Feltrini (1478 - 1548) est un peintre italien qui a été actif à Florence dans la première moitié du XVIe siècle.

## Biographie
Andrea Feltrini est mentionné comme ayant travaillé au cloître des Servi avec Andrea del Sarto et Franciabigio entre 1509 et 1514.
Vasari dit de lui qu'il est le premier à avoir orné les façades florentines par des grotesques et des sgraffiti après y avoir esquissé des grisailles.
Il fit appel à lui également pour sa maîtrise des décorations éphémères pour les cérémonies et les fêtes  de mariage. Ainsi pour la visite du pape Léon X à Florence, il orna temporairement la façade de Santa Maria del Fiore ainsi que les bannières et le dais  de la procession.
Pour l'entrée de Charles Quint, le mariage et les cérémonies funèbres du duc Julien, de Laurent et d'Alexandre de Médicis, le mariage de Cosme Ier de Toscane, Vasari fit appel également à Feltrini, car, selon lui personne d'autre, n'avait autant réussi dans le métier des décors éphémères.

## Œuvres
- Ornementation des façades de palais de Florence :
  - Palazzo Gondi,
  - Palazzo Lanfredini (1515),
  - Palazzo Sentini (1515-1520).